# Aborto en Bosnia y Herzegovina
El aborto en Bosnia y Herzegovina es legal a petición durante las primeras diez semanas de embarazo. Entre las 10 y 20 semanas de gestación, un aborto tiene que ser aprobado por un comité, y se permite cuando la vida de la mujer se ve amenazada, cuándo el feto está severamente afectado, cuando el embarazo es producto de un delito, y por razones psicosociales. En todos los casos, la mujer tiene que recibir un asesoramiento previo.  Después de las 20 semanas de gestación, el aborto es solamente permitido para salvar la vida de la madre. Solo las personas que realizan abortos ilegales son sometidos a juicio, pero jamás las mujeres que lo sufren.
El estado legal de aborto está regido por una ley en 2008; anteriormente, estaba regida por la Ley del 7 de octubre de 1977, cuando el país era parte de la ahora extinta Yugoslavia.
A partir de 2001, el índice de aborto era de 1.4 abortos  por 1000 mujeres entre 15 y 44 años, uno de los más bajos de Europa. El gobierno ha expresado su preocupación, debido a que gran parte de la tasa corresponde a adolescentes.

## Opinión pública
En la encuesta Pew Research de 2017, los encuestados bosnios se dividieron en partes iguales entre quienes creen que el aborto debía ser legal en todos los casos (47%), y quiénes creían que debería reducirse sus causales (47%). Sin embargo, hubo una diferencia entre diversos grupos religiosos, siendo los católicos quienes más se opusieron a la legalización del aborto (71%).